# Breton spániel
A breton spániel (épagnuel Breton) egy francia kutyafajta.

## Története
Kialakulása az 1700-as évekre tehető. Régi fajta, amelyet a 20. század elején fedeztek fel újra szülőhazájában. Azóta az Egyesült Államokban is egyre népszerűbb. Igazi mindenes vadászkutya, hiszen felkutatja, jelzi és elhozza a vadat.

## Külleme
Marmagassága 46-52 centiméter, tömege 13-15 kilogramm. Mérete miatt spánielnek nevezik, de viselkedése több hasonlóságot mutat a szetterekkel. Négyszögletes testű, nem különösebben mutatós kutya, mivel lábai aránytalanul hosszúak. Természetes állapotában is rövid farkát legfeljebb 10 cm hosszúságúra kurtítják. 

## Képgaléria

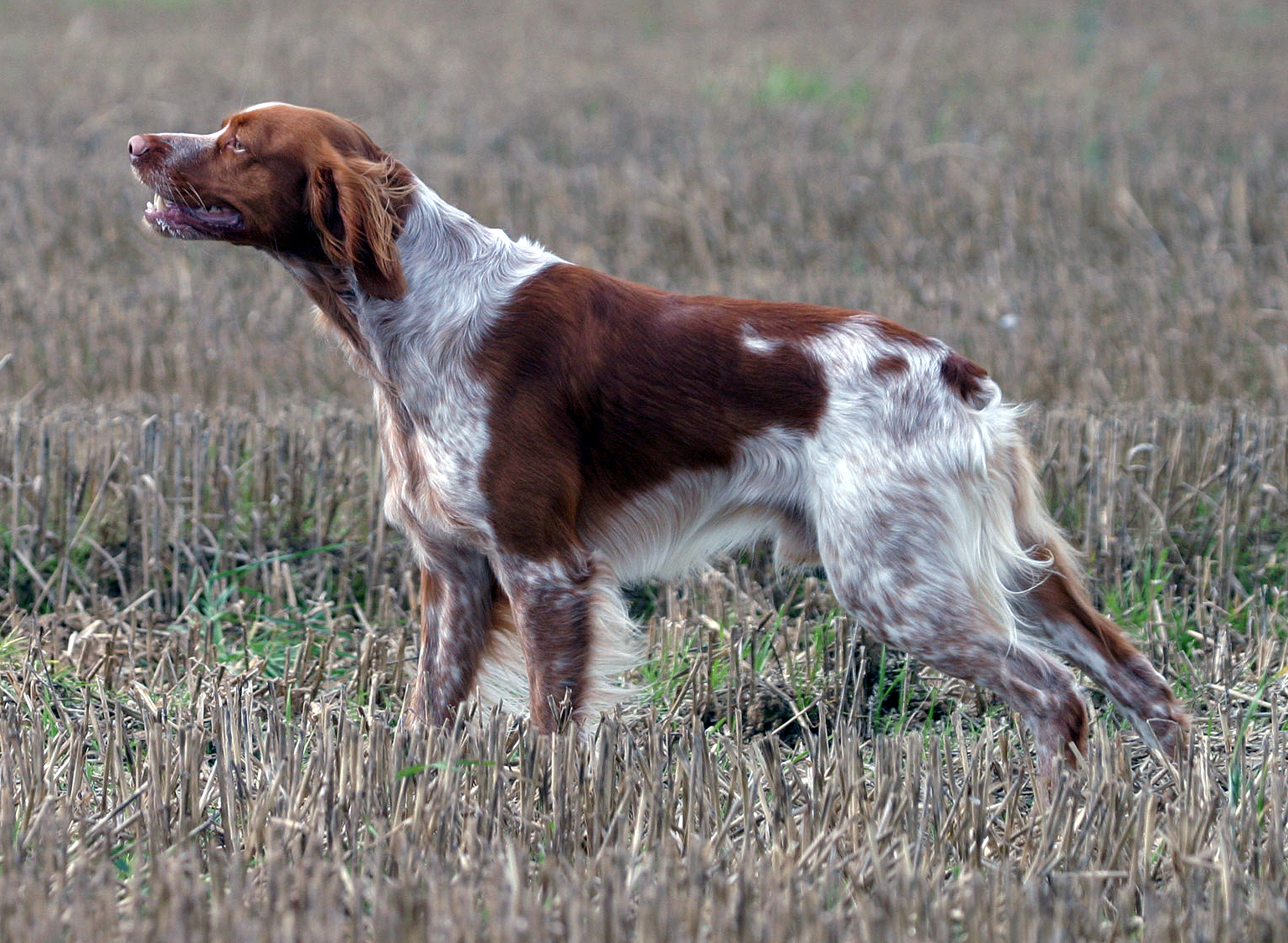
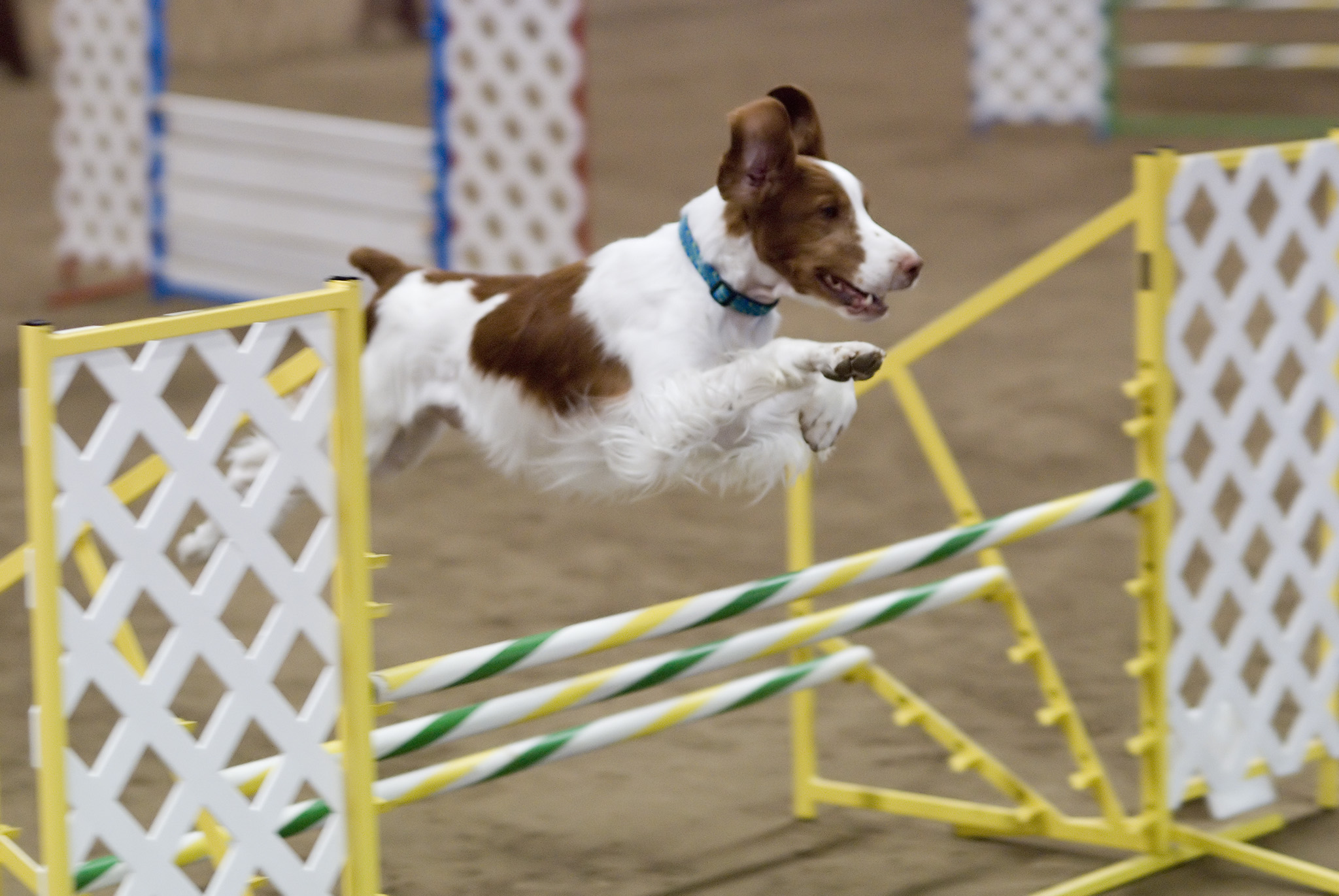
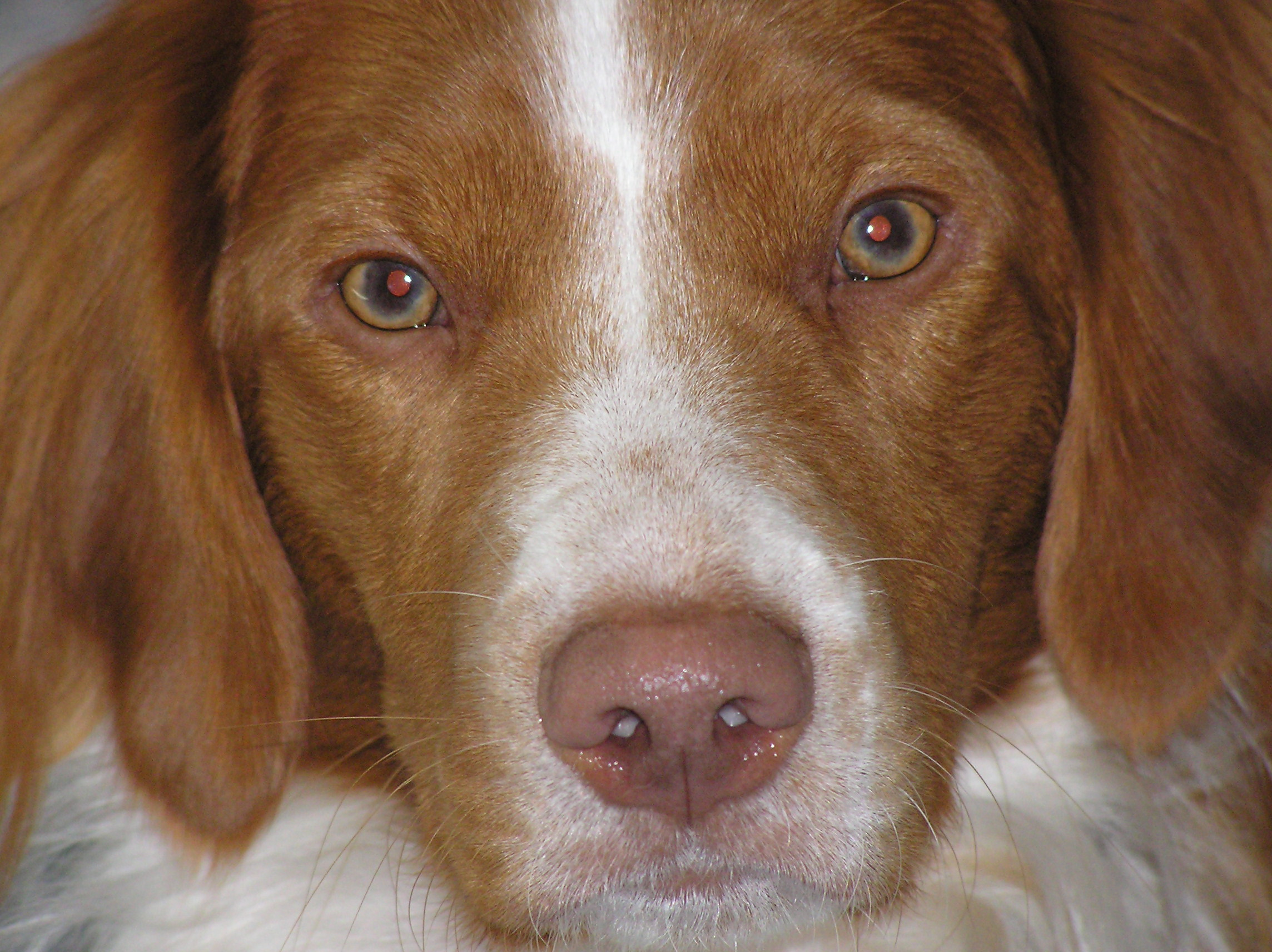
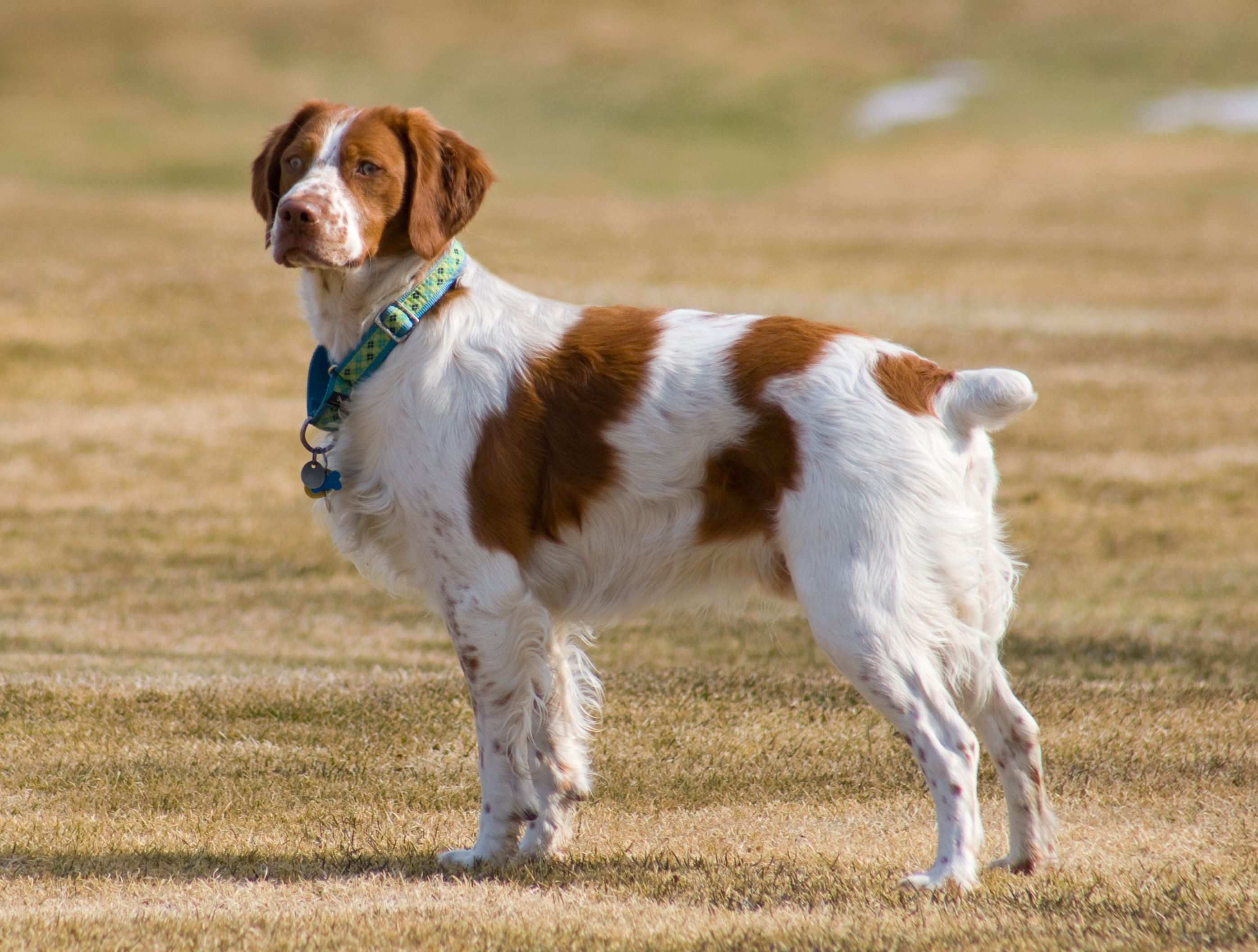

## Jelleme
Természete élénk és engedelmes. 